# Buđanovci
Buđanovci (cyr. Буђановци) – wieś w Serbii, w Wojwodinie, w okręgu sremskim, w gminie Ruma. W 2011 roku liczyła 1496 mieszkańców.
27 marca 1999 roku w okolicy tej miejscowości rozbił się zestrzelony przez jugosłowiańskie wojsko F-117 Nighthawk. Do dzisiaj jest to jedyne potwierdzone zestrzelenie tego samolotu.